# Zdravko Tolimir
Zdravko Tolimir (zvaný též chemický Tolimir; 27. listopadu 1948, Glamoč – 9. února 2016, Haag) byl bosenskosrbský generál a válečný zločinec, odsouzený za genocidu, spiknutí za účelem spáchání genocidy, vyhlazování, vraždy, pronásledování z etnických důvodů a nucený přesun. Během bosenské války byl velitelem armády Republiky srbské. Mezinárodní trestní tribunál pro bývalou Jugoslávii ho v roce 2012 odsoudil k doživotnímu trestu vězení za podíl na genocidě v bosenské Srebrenici z roku 1995.
Byl zástupcem velitele zpravodajských služeb a bezpečnosti pro bosenskosrbskou armádu a byl přímo podřízen veliteli, generálu Ratkovi Mladićovi.
Zemřel ve výkonu doživotního trestu za válečné zločiny ve věznici Scheveningen v roce 2016.